# Michael Kohl

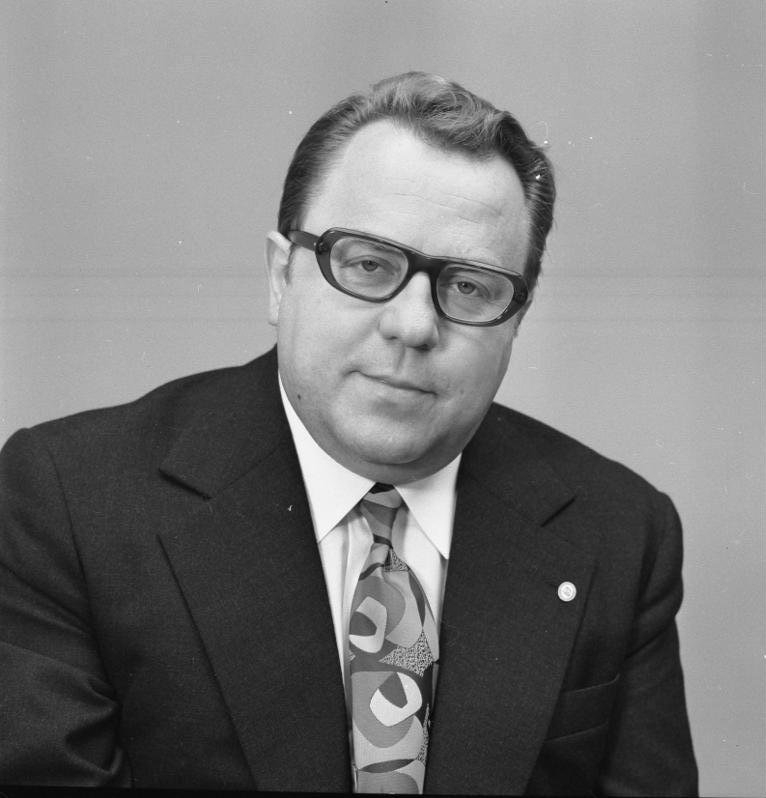
Michael Kohl (1974)

Michael Kohl (* 28. September 1929 in Sondershausen; † 4. Juli 1981 in Ost-Berlin) war ein Diplomat der DDR. Er war von 1974 bis 1978 Leiter der Ständigen Vertretung der DDR in der Bundesrepublik Deutschland.

## Leben
Michael Kohl besuchte das Gymnasium Sondershausen und studierte nach dem Abitur von 1948 bis 1952 Rechtswissenschaften an der Friedrich-Schiller-Universität Jena, wo er 1956 zum Doktor promoviert wurde und bis 1961 als wissenschaftlicher Mitarbeiter am Institut für Völkerrecht tätig war. Bereits sein Vater, bis 1945 Mitglied der NSDAP und später der SED, war als Rechtsanwalt tätig gewesen.
1948 trat Kohl der SED bei. Von 1958 bis 1963 war er Abgeordneter des Bezirkstages Gera. 
Von 1961 bis 1973 war er Mitarbeiter des Ministeriums für Auswärtige Angelegenheiten, zunächst als Abteilungsleiter und seit 1968 als Staatssekretär für westdeutsche Fragen, außerdem von 1965 bis 1968 Staatssekretär für West-Berlin-Fragen beim Ministerrat der DDR. 1965 war Kohl Verhandlungsführer bei den Passierscheingesprächen und 1970 in den Verhandlungen zum Transitabkommen, zum Verkehrs- und Grundlagenvertrag zwischen der DDR und der Bundesrepublik. Kohl unterrichtete über den Fortgang der Gespräche auch Erich Mielke, den Minister für Staatssicherheit.

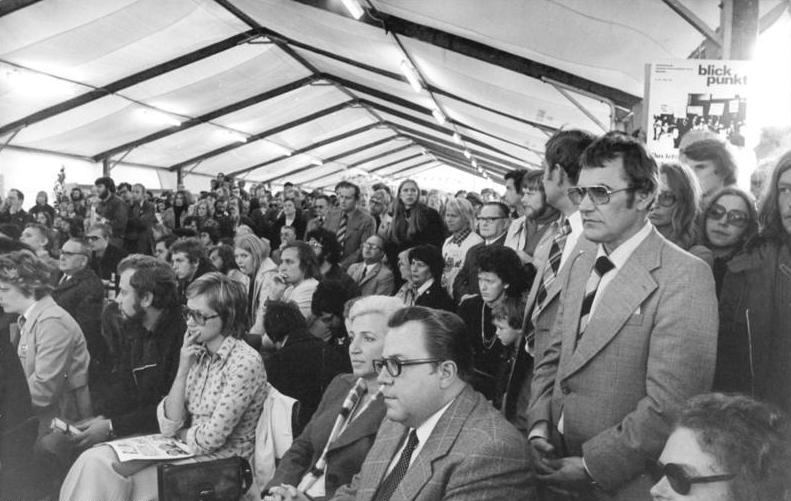
Erstes UZ-Pressefest 1974 mit dem Leiter der Ständigen Vertretung der DDR in der Bundesrepublik Michael Kohl (1. Reihe sitzend 1. v. r.) sowie dem DKP-Präsidiumsmitglied und Chefredakteur Zeitung „Unsere Zeit“ Georg Polikeit (stehend 1. v. r.)

1971 wurde er Mitglied der Außenpolitischen Kommission und der Westkommission beim Politbüro des Zentralkomitees der SED, ab 1976 war er Kandidat des ZK der SED. Im November 1973 wurde er Bevollmächtigter Botschafter, am 20. Juni 1974 wurde er als Leiter der Ständigen Vertretung der DDR in der Bundesrepublik Deutschland in Bonn akkreditiert und wirkte dort bis Juli 1978. Sein Nachfolger Ewald Moldt überreichte sein Beglaubigungsschreiben am 28. September 1978. Kohl selbst wurde schließlich im September 1978 zu einem der stellvertretenden Minister für Auswärtige Angelegenheiten ernannt.

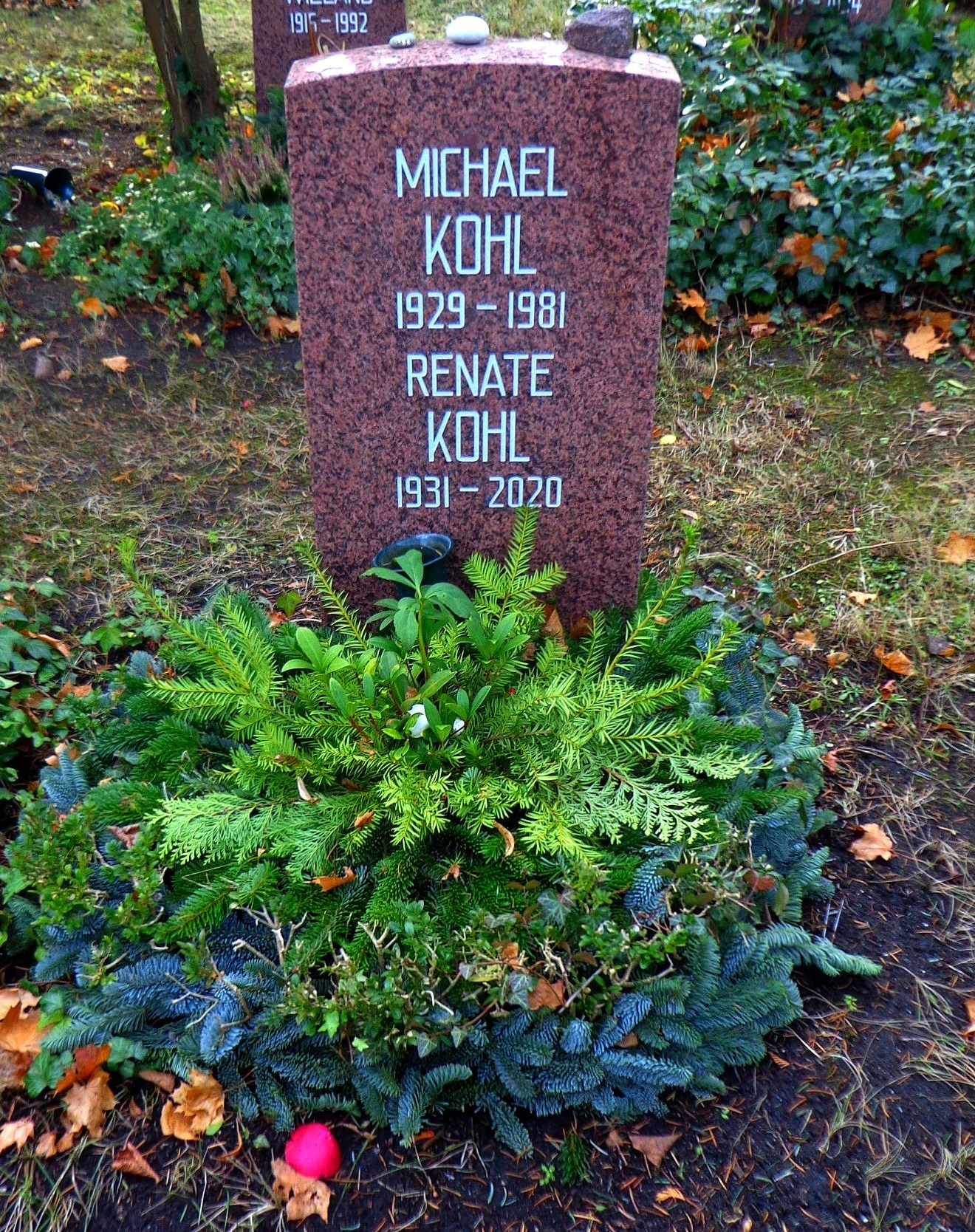
Grabstätte von Michael Kohl und seiner Frau

Die DDR zeichnete Kohl 1964, 1970 und 1972 mit dem Vaterländischen Verdienstorden aus. Seine Urne wurde in der Grabanlage Pergolenweg der  Gedenkstätte der Sozialisten auf dem Berliner Zentralfriedhof Friedrichsfelde beigesetzt.